# Korsak
Liška korsak (Vulpes corsac či Alopex corsac) je drobná liška z čeledi psovitých (Canidae) a z rodu Vulpes.

## Výskyt
Vyskytuje se ve stepích, polopouštích a pouštích střední Asie od jihovýchodní Evropy přes Kazachstán až po východní část Mongolska, Číny až po Bajkal.

## Popis
Velikost těla korsaka se pohybuje od 45 do 60 cm. Huňatý ocas této lišky dorůstá 19 až 30 cm, resp. 25 až 35 cm, Celková délka těla bývá v rozmezí od 70 do 90 cm. Výška v kohoutku je asi 30 cm. Hmotnost se pohybuje od 1,6 do 3,2 kg. Její zbarvení je nejčastěji šedožluté nebo bíložluté, ale může se objevovat i s kombinací šedé nebo rezavé, hlava je většinou světlá. Je menší než naše hojně rozšířená liška obecná, ale má delší nohy a uši.

## Biologie
Přes den žije převážně v norách, které vyhloubili již živočichové před ní a žije typickým nočním životem (aktivní zejména v podvečer a v noci). Její obrannou strategií v případě ohrožení např. větší psovitou šelmou je výskok na zadní, přičemž začne prskat. Na rozdíl od jiných druhů lišek je korsak společenský a sdružuje se do skupinek, rodinných kolonií, žijících v jednom úkrytu.
Liška korsak dává především přednost masité stravě, hlavně drobným savcům, zejména hlodavcům (asi 90 %), případně ptákům, ale neodolá ani hmyzu, různým bobulím nebo ovoci. Žije v rodinných skupinách, které čítají několik jedinců. Její hustý kožich jí přizpůsobuje do chladného klimatu, ale dokáže žít také v teplých krajinách. Umí přežít i poměrně dlouhou dobu bez vody a dokáže takováto území, kde daleko není vodní plocha, obývat.
Korsaci se páří s počátkem roku, nejčastěji v lednu až v únoru, později už jen velice zřídka. Březost trvá 52–60 dní a samice rodí od 2 do 10/11 mláďat, ale nejčastěji se počet mladých pohybuje kolem pěti; ta nejprve žijí v norách naprosto odkázaná na rodiče, poté se začínají pomalu osamostatňovat. Úmrtnost způsobuje především lov lidmi, případně predace ze strany lišky obecné.
Stav populace této šelmy není dobře prozkoumaný, ale i přesto je známo, že této lišce hrozba vyhubením zatím nehrozí.
Dožívá se 9 let, v lidské péči až 13 let.
Nepáchne tolik jako ostatní druhy lišek.

## Chov v zoo
V lidské péči je více aktivní i přes den.
Tento druh byl na počátku roku 2022 chován přibližně v pět desítkách evropských zoo. Mezi nimi jsou i čtyři české zoologické zahrady:
- Zoo Brno
- Zoo Hluboká
- Zoo Plasy
- Zoopark Zájezd

Na Slovensku korsaky chová  Zoo Košice